# Paulo Evaristo Arns
Paulo Evaristo Arns (Forquilhinha, 14 settembre 1921 – San Paolo, 14 dicembre 2016) è stato un cardinale e arcivescovo cattolico brasiliano.

## Biografia
Quinto di tredici figli di una coppia di immigrati tedeschi in Brasile (Gabriel e Helana Arns), entrò nell'Ordine dei Frati Minori, così come fecero in seguito uno dei suoi fratelli e tre delle sue sorelle (una delle sue sorelle è stata Zilda Arns).
Dal 1941 al 1943 studiò filosofia a Curitiba ed il 10 dicembre 1943 entrò tra i francescani per poi essere ordinato prete il 30 novembre 1945. Dal 1944 al 1947 studiò teologia a Petrópolis prima di essere inviato alla Sorbona di Parigi nel 1950, dove studiò letteratura, latino, greco e storia dell'antichità.
Il 2 maggio 1966, venne nominato vescovo titolare di Respetta e assegnato come coadiutore prima, e poi come arcivescovo, all'arcidiocesi di San Paolo il 22 ottobre 1970.
Dopo l'incontro tenutosi l'11 aprile 1969 nel convento del Divino Maestro ad Ariccia, fu protagonista di una serie di strette di mano pubbliche fra alti prelati e capi della Massoneria.
Nel concistoro del 5 marzo 1973, papa Paolo VI lo creò cardinale e all'inizio del suo mandato vendette il palazzo vescovile usando il denaro ricavatovi per costruire un centro di assistenza sociale nella favela. È conosciuto come teologo della liberazione e divenne nella Chiesa brasiliana uno dei protagonisti dell'opposizione alla dittatura militare, conducendo il progetto Tortura Nunca Mais (Mai più tortura) alla fine degli anni settanta.
Si ritirò, due anni dopo le disposizioni canoniche, il 15 aprile 1998 ma aveva richiesto a Giovanni Paolo II già nel 1996, al compimento dei 75 anni, di poter lasciare la guida della grande arcidiocesi.
Con la morte del cardinale Eugênio de Araújo Sales, il 9 luglio 2012 diventò cardinale protopresbitero.

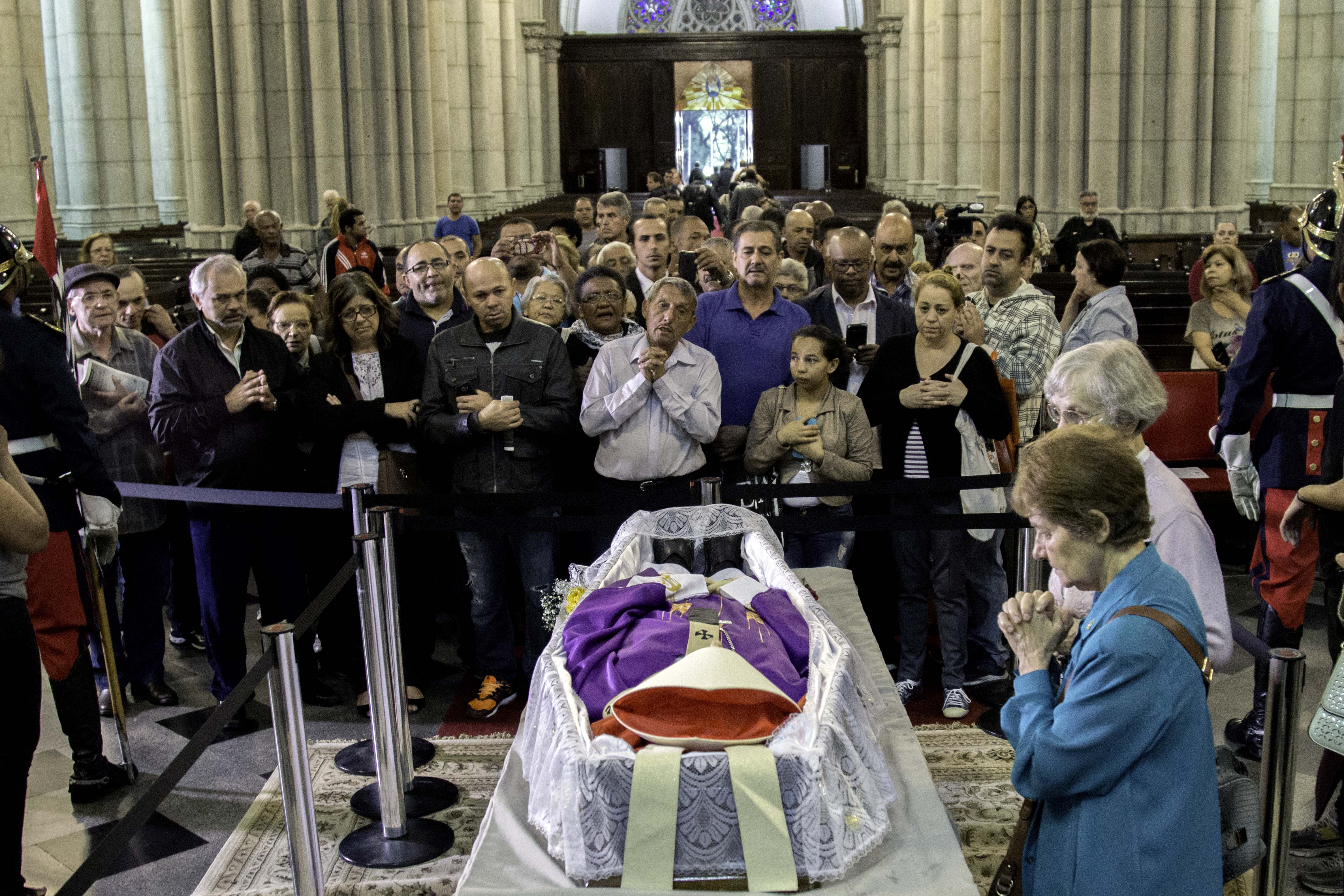
Paulo Evaristo Arns morto all'ospedale di Santa Caterina a San Paolo il 14 dicembre 2016 all'età di 95 anni

È morto nell'ospedale di Santa Catarina a San Paolo il 14 dicembre 2016 all'età di 95 anni per complicazioni da polmonite ed in seguito ai solenni funerali presieduti dal cardinale Odilo Pedro Scherer, è stato sepolto il 16 dicembre nella cripta della Cattedrale metropolitana di San Paolo.
Se si eccettua il papa emerito Benedetto XVI, Arns al momento della morte era l'ultimo cardinale vivente creato da papa Paolo VI.

## Genealogia episcopale e successione apostolica
La genealogia episcopale è:
- Cardinale Scipione Rebiba
- Cardinale Giulio Antonio Santori
- Cardinale Girolamo Bernerio, O.P.
- Arcivescovo Galeazzo Sanvitale
- Cardinale Ludovico Ludovisi
- Cardinale Luigi Caetani
- Cardinale Ulderico Carpegna

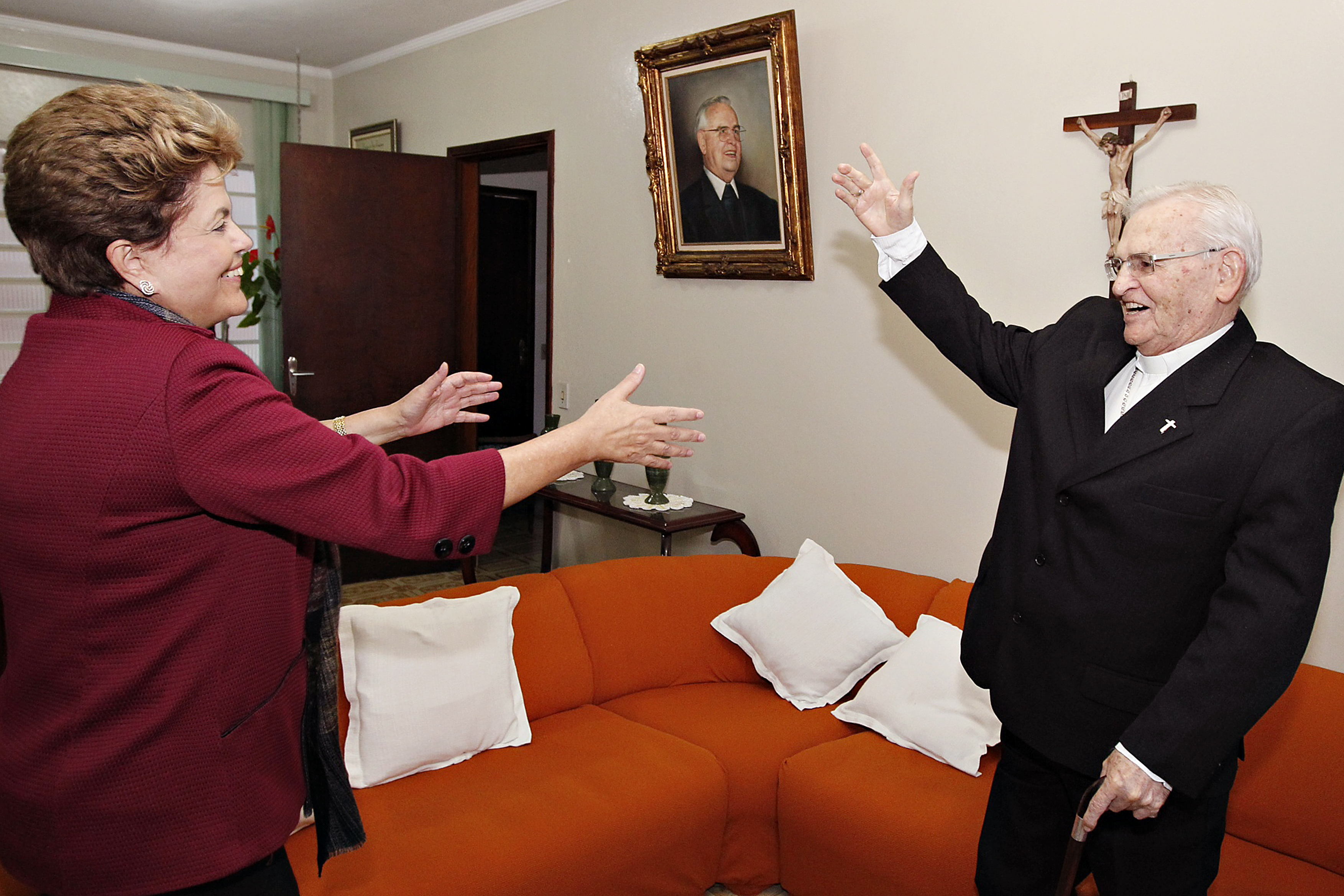
La presidente Dilma Rousseff durante una visita al cardinale Paulo Evaristo Arns.

- Cardinale Paluzzo Paluzzi Altieri degli Albertoni
- Papa Benedetto XIII
- Papa Benedetto XIV
- Papa Clemente XIII
- Cardinale Bernardino Giraud
- Cardinale Alessandro Mattei
- Cardinale Pietro Francesco Galleffi
- Cardinale Giacomo Filippo Fransoni
- Cardinale Carlo Sacconi
- Cardinale Edward Henry Howard
- Cardinale Mariano Rampolla del Tindaro
- Cardinale Rafael Merry del Val
- Arcivescovo Duarte Leopoldo e Silva
- Arcivescovo Paulo de Tarso Campos
- Cardinale Agnelo Rossi
- Cardinale Paulo Evaristo Arns, O.F.M.

La successione apostolica è:
- Arcivescovo Benedito de Ulhôa Vieira (1972)
- Vescovo Joel Ivo Catapan, S.V.D. (1975)
- Vescovo Mauro Morelli (1975)
- Vescovo Angélico Sândalo Bernardino (1975)
- Vescovo Francisco Manuel Vieira (1975)
- Vescovo Antônio Celso Queiroz (1975)
- Arcivescovo Luciano Pedro Mendes de Almeida, S.I. (1976)
- Cardinale Geraldo Majella Agnelo (1978)
- Vescovo Alfredo Ernest Novak, C.SS.R. (1979)
- Vescovo Ricardo Pedro Paglia, M.S.C. (1979)
- Vescovo Aloísio Hilário de Pinho, F.D.P. (1981)
- Vescovo José Carlos Castanho de Almeida (1982)
- Vescovo Antônio Gaspar (1983)
- Vescovo Fernando Antônio Figueiredo, O.F.M. (1984)
- Vescovo Walter Bini, S.D.B. (1984)
- Vescovo Walter Ivan de Azevedo, S.D.B. (1986)
- Vescovo Irineu Danelón, S.D.B. (1988)
- Vescovo José Vieira de Lima, T.O.R. (1990)
- Cardinale Leonardo Ulrich Steiner, O.F.M. (2005)